# Ksenija Predikaka
Ksenija Predikaka, slovenska atletinja, * 11. marec 1970, Ljubljana.
Predikaka je za Slovenijo nastopila na Poletnih olimpijskih igrah 1996 v Atlanti, kjer je v predtekmovanju skoka v daljino osvojila 21. mesto.
Osebni rekord, ki je bil takrat tudi državni rekord Slovenije, je z daljavo 664 cm postavila 26. maja 1996 v Ljubljani.